# Al Jazira Zwarah
Maillots
Le Al Jazira Sporting Club, plus couramment abrégé en Al Jazira, est un club libyen de football basé à Zouara.
Le club est considéré comme l'icône sportive de la communauté berbère du pays.